# 国重政亮
国重 政亮（くにしげ まさすけ、1866年1月14日（慶応元年11月28日） - 1943年（昭和18年）6月13日）は、明治、大正時代の政治家。衆議院議員（2期）。

## 経歴
山口県出身。1893年、慶応義塾卒。椿郷東分村戸長、同村会議員、同村長、阿武郡会議員、同参事会員、山口県会議員、阿武郡農会長、防長米同業組合長、萩銀行監査役、防長銀行常務取締役、朝鮮勧業(株)社長、開城電気、萩製糸各(株)取締役、朝鮮新幕養蚕伝習所長となる。
1898年の第5回衆議院議員総選挙では山口2区において国民協会から立候補したが40票差で落選した。同年の第6回衆議院議員総選挙で初当選。1902年の第7回衆議院議員総選挙には出馬しなかった。時をおいて、1920年の第14回衆議院議員総選挙において山口5区から立憲政友会公認で立候補して当選し、18年ぶりに返り咲く。1924年の第15回衆議院議員総選挙には出馬しなかった。1943年死去。